# مارفن سانشيز
مارفن سانشيز (بالإسبانية: Marvin Sánchez) (2 نوفمبر 1986 ببورتو كورتيس في هندوراس - ) هو لاعب كرة قدم هندوراسي في مركز الوسط، شارك في الألعاب الأولمبية الصيفية 2008. وشارك مع منتخب هندوراس تحت 20 سنة لكرة القدم ومنتخب هندوراس تحت 23 سنة لكرة القدم ومنتخب هندوراس لكرة القدم. أما مع النوادي، فقد لعب مع نادي موتاجوا ‏ وComayagua F.C. ‏ ونادي بلاتنسي ونادي بيدا وليمنيو ديبورتيفو ‏ وأتلاتيكو خولوما.

## وصلات خارجية
- مارفن سانشيز على موقع الاتحاد الدولي (مؤرشف)  (الإنجليزية)
- مارفن سانشيز على موقع قاعدة بيانات كرة القدم.إي يو (الإنجليزية)
- مارفن سانشيز على موقع أوليمبيديا (الإنجليزية)